# Quận của tỉnh Gers
3 quận của tỉnh Gers gồm:
1. Quận Auch, (tỉnh lỵ của tỉnh Gers: Auch) với 12 tổng và 154 xã. Dân số của quận này là 72.908 người năm 1990, 73.410 người năm 1999, tăng trưởng dân số là 0.69%.
2. Quận Condom, (quận lỵ: Condom) với 11 tổng và 159 xã. Dân số của quận này là 64.199 người năm 1990, và 62.242 người năm 1999, tăng trưởng dân số là 3.05%.
3. Quận Mirande, (quận lỵ: Mirande) với 8 tổng và 150 xã. Dân số của quận này là 37.480 người năm 1990, và 36.683 người năm 1999, tăng trưởng dân số là 2.13%.